# Media Factory
Media Factory (яп. メディアファクトリー мэдиафакутори:), ранее Media Factory, Inc. (яп. 株式会社メディアファクトリー кабусики гайся мэдиафакутори:) — японское издательство, подразделение и импринт компании Kadokawa Future Publishing, также занимающееся производством и распространением аниме. Появилась под названием «Recruit Shuppan» (яп. リクルート出版 Рикуру:то Сюппан) 1 декабря 1986 года, в результате отделения от Recruit Co., Ltd., после чего 1 апреля 1991 года была переименована в «Media Factory, Inc.» для лучшего отражения рода деятельности.
В декабре 2004 года Media Factory стала первой японской компанией, отправившей уведомление фэнсаб-группам с требованием прекратить деятельность по переводу и выпуску аниме-фэнсабов. 12 октября 2011 года компания Kadokawa Corporation приобрела Media Factory за 8 млрд иен. Компания перестала быть кабусики-гайся в 2013 году, после того как была объединена с восемью другими компаниями и в итоге стала внутренним издательством и импринтом компании Kadokawa Future Publishing.

## Аниме и манга
Media Factory, Inc. участвовала в производстве или выпуске следующих аниме и/или манги:
- A-Ko the Versus (OVA) : Распространение DVD
- Akane Maniax (OVA) : Дистрибьютор
- Appleseed (манга) : Издатель
- Area 88 (TV) : Производство
- Area 88 (манга) : Издатель
- Atagoal (аниме) : Производство
- ATASHIn'CHI (полнометражный фильм) : Производство
- Bakuretsu Tenshi -Tenshi Sairin- (OVA) : Производство
- Boku wa Tomodachi ga Sukunai (манга) : Издатель
- Burst Angel (TV) : Производство
- Classroom of the Elite(TV): Издательство
- Divergence Eve (TV) : Дистрибьютор
- Dokkoida?! (TV) : Производство
- Futatsu no Spica (TV) : Производство
- Gad Guard (TV) : Производство
- Gankutsuou: The Count of Monte Cristo (TV) : Совместное производство с GDH
- Gate Keepers (TV) : Производство
- Genshiken (TV) : Производство
- Ginga Reppuu Baxinger (TV) : Распространение DVD
- Ginga Senpuu Braiger (TV) : Распространение DVD
- Ginga Shippu Sasuraiger (TV) : Распространение DVD
- Graduale der Wolken (манга) : Издатель
- Gravion (TV) : Дистрибьютор, Производство
- Gravion Zwei (TV) : Дистрибьютор, производство
- Green Green OVA : Студия
- Ikki Tousen (TV) : Дистрибьютор
- Iris Zero (манга) : Издатель
- Kamisama Kazoku (TV) : Совместная работа
- Kämpfer (манга) : Издатель
- Kujibiki Unbalance (OVA) : Производство
- KURAU: Phantom Memory (TV) : Производство
- Mai the Psychic Girl (манга) : Издатель
- MAPS (манга) : Издатель
- Misaki Chronicles (TV) : Дистрибьютор
- Mouse (TV) : Производство
- Najica Blitz Tactics (TV) : Дистрибьютор, производство
- Najica Blitz Tactics (манга) : Издатель
- Noein - Mou Hitori no Kimi e (TV) : Производство
- Oku-sama wa Mahou Shoujo (TV) : Производство
- Origin ~Spirits of the Past~ (полнометражный фильм) : Производство
- PetoPeto-san (TV) : Производство
- Plawres Sanshiro (TV) : Распространение DVD
- Pokémon — Destiny Deoxys (полнометражный фильм) : Совместное производство
- Pokémon — Jirachi Wish Maker (полнометражный фильм) : Совместное производство
- Project A-ko (полнометражка) : Распространение DVD
- Project A-ko 2: Plot of the Daitokuji Financial Group (OVA) : Распространение DVD
- Project A-ko 3: Cinderella Rhapsody (OVA) : Распространение DVD
- Project A-ko 4: Final (OVA) : Распространение DVD
- Pugyuru (TV) : Производство
- Qwan (манга) : Издатель
- RahXephon (TV) : Производство
- RahXephon OVA : Производство
- RahXephon: Pluralitas Concentio (полнометражный фильм) : Производство
- Reign: The Conqueror (TV) : Производство
- Rumbling Hearts (TV) : Распространение DVD, Производство
- School Rumble (TV) : Производство
- School Rumble OVA Ichigakki Hoshu : Студия
- Shura no Toki (TV) : Производство
- Sousei no Aquarion (TV) : Производство
- Tenbatsu Angel Rabbie (OVA) : Производство
- Narue no Sekai (TV) : Производство
- Twin Spica (манга) : Издатель
- UFO Princess Valkyrie 2 (TV) : Дистрибьютор
- UFO Princess Walküre: Seireisetsu no Hanayome (OVA) : Дистрибьютор
- UFO Ultramaiden Valkyrie (TV) : Дистрибьютор
- Vandread (TV) : Производство
- Vandread Taidouhen (OVA) : Производство
- Vandread: The Second Stage (TV) : Музыка, производство
- Wandaba Style (TV) : Дистрибьютор
- Zaion: I Wish You Were Here (TV) : Дистрибьютор